# Бобрицька сільська рада (Канівський район)
Бо́брицька сільська́ ра́да — адміністративно-територіальна одиниця та орган місцевого самоврядування в Канівському районі Черкаської області. Адміністративний центр — село Бобриця.

## Загальні відомості
З південного сходу територію ради омивають води Канівського водосховища. На сході рада межує із Грищинецькою, на півночі — із Григорівською сільрадами, на півдні — з територією Канівської міської ради.
Населення ради: 1 296 осіб (станом на 2001 рік)

## Населені пункти
Сільській раді підпорядковані населені пункти:
- с. Бобриця
- с. Студенець

Через обидва села сільради проходить асфальтована автодорога Канів-Бучак. В Бобриці збудований великий міст через гирло річки Бобриця. В центрі сільради знаходиться також пристань на Канівському водосховищі.

## Склад ради
Рада складається з 16 депутатів та голови.
- Голова ради: Рогатко Ольга Іванівна

### Керівний склад попередніх скликань
| Прізвище, ім'я, по батькові | Основні відомості                                                                       | Дата обрання | Дата звільнення |
| --------------------------- | --------------------------------------------------------------------------------------- | ------------ | --------------- |
| Рогатко Ольга Іванівна      | Сільський голова, 1958 року народження, освіта середня спеціальна, позапартійна         | 26.03.2006   | 31.10.2010      |
| Рогатко Ольга Іванівна      | Сільський голова, 1958 року народження, освіта середня спеціальна, член Партії регіонів | 31.10.2010   |                 |

Примітка: таблиця складена за даними сайту Верховної Ради України

### Депутати
За результатами місцевих виборів 2010 року депутатами ради стали:

#### За суб'єктами висування
| Суб'єкт висування | Кількість обраних депутатів | %   |
| ----------------- | --------------------------- | --- |
| Самовисування     | 16                          | 100 |

#### За округами
| № округу | Прізвище, ім'я, по батькові        | Дата визнання обраним | Освіта             | Партійна приналежність             | Відомості про обраного депутата                       |
| -------- | ---------------------------------- | --------------------- | ------------------ | ---------------------------------- | ----------------------------------------------------- |
| 1        | Майстренко Надія Григорівна        | 05.11.2010            | середня спеціальна | член Партії регіонів               | Бобрицька сільська рада, головний бухгалтер           |
| 2        | Прошак Таїса Олексіївна            | 05.11.2010            | середня спеціальна | член Партії регіонів               | Бобрицька сільська рада, землевпорядник               |
| 3        | Безугла Світлана Іванівна          | 05.11.2010            | вища               | член Партії регіонів               | Грищинецький навчально-виховний комплекс, вчитель     |
| 4        | Соболь Михайло Іванович            | 05.11.2010            | середня            | член Партії «Союз»                 | пенсіонер                                             |
| 5        | Добровольська Лариса Володимирівна | 05.11.2010            | середня спеціальна | член Партії регіонів               | Бобрицька сільська рада, секретар                     |
| 6        | Спрягайло Віра Лазорівна           | 05.11.2010            | вища               | позапартійна                       | пенсіонер                                             |
| 7        | Крячок Олег Васильович             | 05.11.2010            | вища               | позапартійний                      | Бобрицький навчально-виховний комплекс, вчитель       |
| 8        | Марченко Валентина Григорівна      | 05.11.2010            | середня спеціальна | член Партії «Союз»                 | Бобрицький ощадбанк 3284/010, контролер-касир         |
| 9        | Борисенко Світлана Миколаївна      | 05.11.2010            | середня спеціальна | член Партії регіонів               | Бобрицький НВК, кухар                                 |
| 10       | Власенко Григорій Миколайович      | 05.11.2010            | вища               | член Партії регіонів               | тимчасово не працює                                   |
| 11       | Дяченко Олександр Васильович       | 05.11.2010            | вища               | член Партії регіонів               | Бучацьке лісництво, лісничий                          |
| 12       | Покривець Ніна Миколаївна          | 05.11.2010            | середня спеціальна | член Партії регіонів               | Миронівська птахофабрика, сортувальник                |
| 13       | Куча Любов Іванівна                | 05.11.2010            | середня            | член Партії регіонів               | Бобрицький будинок культури, бібліотекар              |
| 14       | Тюта Олександр Пилипович           | 05.11.2010            | вища               | член Партії регіонів               | Канівське вище професійне училище, завідувач дільниці |
| 15       | Колот Віктор Васильович            | 05.11.2010            | середня            | член Партії регіонів               | КП «Комбінат громадського харчування», водій          |
| 16       | Хруленко Валентина Миколаївна      | 05.11.2010            | середня            | член Соціалістичної партії України | ЗАТ «Ергопак», сортувальник                           |

## Природно-заповідний фонд
На землях сільради розташовано ландшафтний заказник місцевого значення Тальбергова дача.